# Bugatti Tipo 59
La Tipo 59 è una vettura da competizione prodotta dalla casa automobilistica francese Bugatti e attiva in gara fra il 1933 e il 1939 più alcune sporadiche apparizioni nelle primissime competizioni del secondo dopoguerra.

## Storia e caratteristiche
La Tipo 59 nacque come evoluzione ultima di quei modelli da competizione che, soprattutto negli anni '20 del secolo scorso, resero la Bugatti famosa in tutto il mondo anche in ambito sportivo, oltre che per l'eleganza e l'esclusività dei suoi modelli stradali. Purtroppo, il suo destino nelle corse non fu particolarmente positivo poiché la vettura, frutto appunto dell'evoluzione di modelli precedenti, si dimostrò non più all'altezza delle avversarie sul piano tecnico, avversarie che a metà degli anni '30 del secolo scorso erano la Alfa Romeo P3, l'Auto Union Type A e la Mercedes-Benz W25, tecnologicamente più evolute.

### Caratteristiche

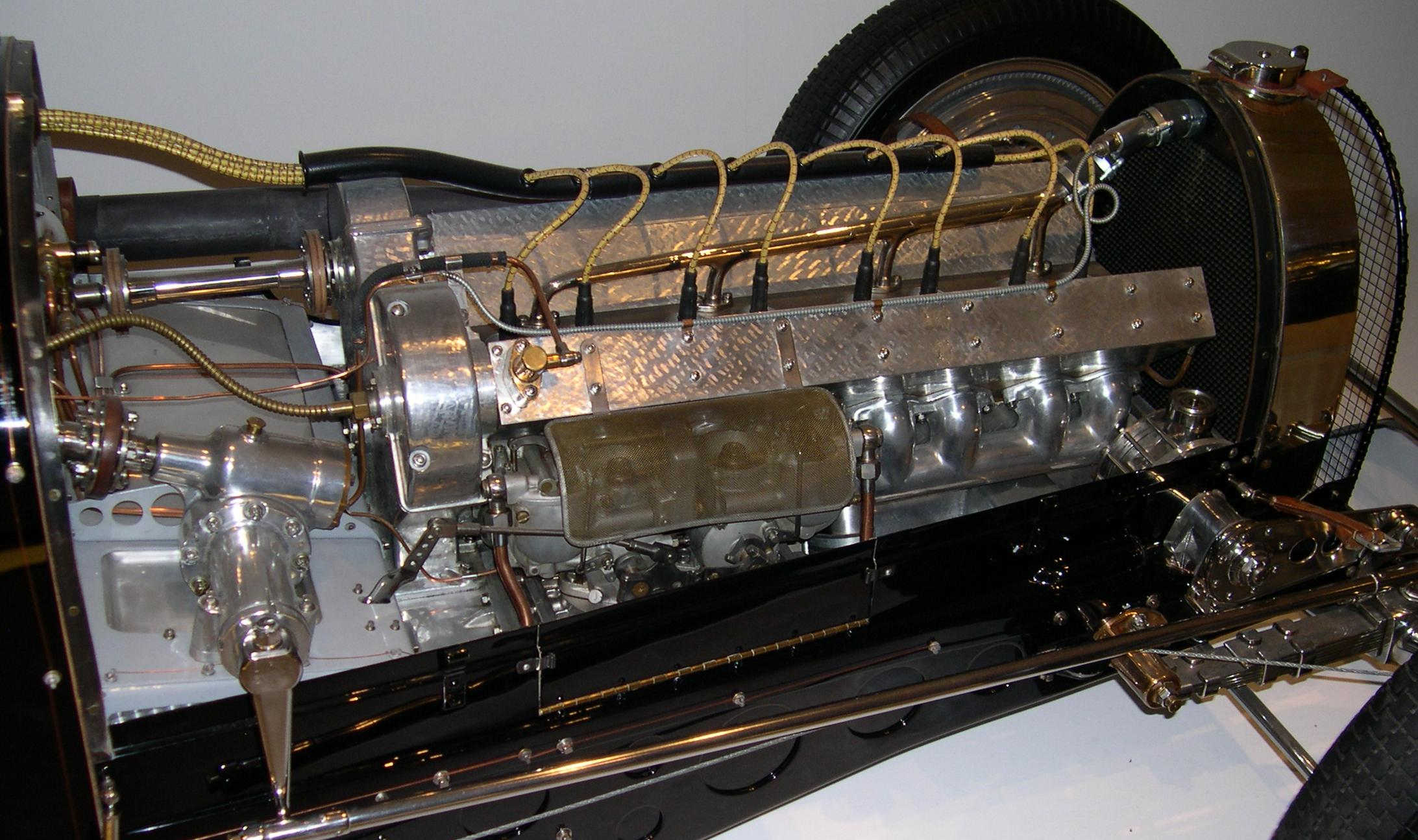
Il motore

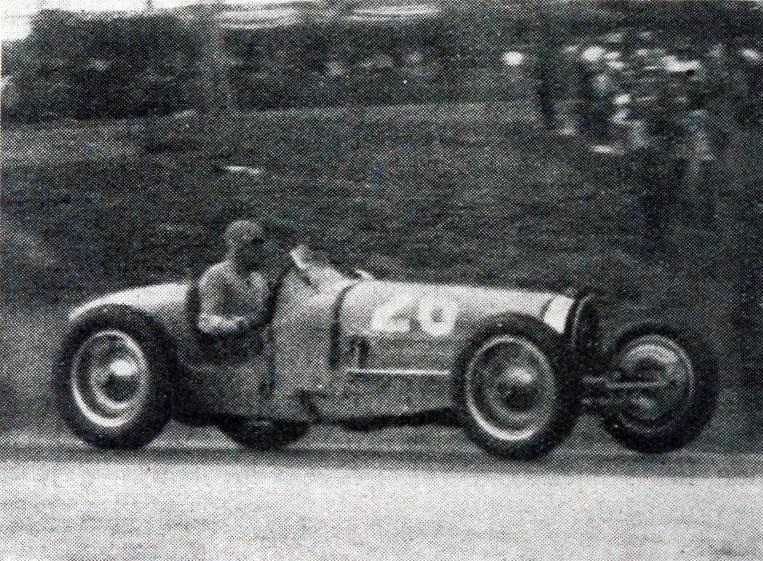
Jean-Pierre Wimille al Gran Premio d'Algeria 1934

La Tipo 59 fu costruita partendo dal telaio a longheroni e traverse in acciaio utilizzato per la Tipo 54, sul quale venne montato un motore a 8 cilindri in linea da 2819 cm3 a sua volta evoluzione di quello montato sotto il cofano delle gloriose Tipo 35 del decennio precedente. Una delle particolarità di questo motore stava nella distribuzione bilbero in testa. Anche questo motore era sovralimentato mediante compressore volumetrico Roots e arrivava così a erogare una potenza massima di 250 CV, permettendo così alla vettura di raggiungere i 250 km/h di velocità massima, forte anche di un peso ridotto ad appena 750 kg a secco (senza pneumatici, carburante, olio e pilota), come prescriveva il regolamento della categoria Gran Prix in quel periodo. Una delle particolarità della Tipo 59 stava nel suo corpo vettura ancora di tipo biposto, quando tutte le altre case costruttrici si erano ormai uniformate allo standard di un corpo vettura monoposto.

Durante il 1934, la Tipo 59 subì un trapianto di motore e ricevette l'unità propulsiva della Tipo 57, un motore da 3257 cm3, sempre con la medesima architettura a 8 cilindri in linea, ma dotato di lubrificazione a carter secco. Nel 1938, infine, la vettura fu equipaggiata con un grosso motore da 4741 cm3, sempre d 8 cilindri, sempre sovralimentato con compressore Roots e in grado di raggiungere una potenza massima di 400 CV. Tale exploit fu necessario per portarsi alla pari con le avversarie, ma non fu solo il motore a essere rivisitato, bensì anche la stessa carrozzeria, che divenne più filante e aerodinamica e alcuni esemplari divennero anche monoposto, mentre altri rimasero biposto, ma sempre con una carrozzeria più arrotondata e aerodinamica, ma vennero destinati a competizioni di altro genere, avendo le ruote coperte da parafanghi motociclistici.

### Carriera sportiva
Si è già accennato alla scarsa competitività della Tipo 59 nei confronti di avversarie ben più evolute e agguerrite. Non mancarono tuttavia alcune affermazioni di rilievo. La carriera sportiva della Tipo 59 cominciò nel 1934, anno in cui la vettura collezionò due vittorie rispettivamente con René Dreyfus e Jean-Pierre Wimille, che si affermarono al Gran Premio del Belgio e a quello di Tripoli. Altre due vittorie furono ottenute nel 1935 da Robert Benoist e Brian Lewis, mentre ancora Wimille ottenne l'unica vittoria del 1936 a Deauville. Nessuna vittoria nei due anni seguenti, mentre a Montlhéry fu invece fu nuovamente Wimille a trionfare con la sua Tipo 59. Dopo la guerra, la Tipo 59 fu impiegata ancora in rare competizioni, ma fu in particolare in una che riuscì a trionfare, vale a dire alla Coppa di Parigi del 9 settembre 1945, prima gara disputata dopo la cessazione delle ostilità. Meno di un anno dopo, ossia il 15 giugno del 1946, vi fu il canto del cigno per la Tipo 59, che vinse a Cambridge con George Abecassis al volante.